# Uruguayische Rugby-Union-Nationalmannschaft
Die uruguayische Rugby-Union-Nationalmannschaft (spanisch Selección de rugby de Uruguay) ist die Nationalmannschaft Uruguays in der Sportart Rugby Union und repräsentiert das Land bei allen Länderspielen (Test Matches) der Männer. Sie hat den Spitznamen Los Teros („die Teros“), nach dem Bronzekiebitz (Vanellus chilensis), dem Nationalvogel des südamerikanischen Landes. Die organisatorische Verantwortung trägt der im Jahr 1951 gegründete Verband Unión de Rugby del Uruguay (URU). Vom Weltverband World Rugby wird die uruguayische Nationalmannschaft in die zweite Stärkeklasse (second tier) eingeteilt. Das Team gilt als die viertbeste Nationalmannschaft auf dem amerikanischen Doppelkontinent (nach Argentinien, den Vereinigten Staaten und Kanada). Bisher wurde ein uruguayischer Nationalspieler in die World Rugby Hall of Fame aufgenommen.
Das erste Test Match fand 1948 gegen Chile statt. Bisher nahm Uruguay an fünf Weltmeisterschaften teil, bei denen die Mannschaft jeweils in der Vorrunde ausschied. Viermal errang die Mannschaft den Titel des Südamerikameisters, zuletzt 2017. Seit 2016 nimmt Uruguay an der jährlichen Americas Rugby Championship teil, zusammen mit der zweiten Mannschaft Argentiniens, Brasilien, Chile, Kanada und den USA.

## Organisation
Verantwortlich für die Organisation von Rugby Union in Uruguay ist die Unión de Rugby del Uruguay (URU). Der Verband wurde 1951 gegründet und ist seit 1989 Vollmitglied des International Rugby Football Board (IRFB; heute World Rugby). Er war außerdem im Jahr 1988 Gründungsmitglied des südamerikanischen Kontinentalverbandes CONSUR (heute Sudamérica Rugby).
Die höchste Rugby-Union-Liga des Landes ist die seit 1950 bestehende Campeonato Uruguayo de Rugby mit elf Mannschaften, die meisten aus der Hauptstadt Montevideo. Einst kamen die meisten Spieler der Nationalmannschaft aus dieser Liga und waren Amateure. Seit 2020 gehören sie jedoch überwiegend dem Team Peñarol an, das an der Profiliga Super Rugby Americas teilnimmt. Diese umfasst auch Teams aus Argentinien, Brasilien, Chile, Paraguay und den Vereinigten Staaten. Weitere Spieler sind vor allem in Frankreich oder in der nordamerikanischen Major League Rugby als Profisportler tätig.
Neben der eigentlichen Nationalmannschaft ruft die URU weitere Auswahlmannschaften zusammen. Uruguay A bildet die zweite Mannschaft Uruguays und nimmt seit 2016 an der World Rugby Americas Pacific Challenge teil. Wie andere Rugbynationen verfügt Uruguay über eine U-20-Nationalmannschaft, die an den entsprechenden Weltmeisterschaften teilnimmt. Hinzu kommt Uruguay Sevens, die Nationalmannschaft für Siebener-Rugby. Kinder und Jugendliche werden bereits in der Schule an den Rugbysport herangeführt und je nach Interesse und Talent beginnt dann die Ausbildung.

## Geschichte

### Einführung und Verbreitung von Rugby
In den Nachbarländern Argentinien und Brasilien spielten im späten 19. Jahrhundert vor allem britische Einwanderer Rugby. Es gilt als ziemlich sicher, dass dies in Uruguay ebenso der Fall war, doch ist die Quellenlage unklar. Von Engländern gegründete Cricketclubs brachten Rugby mit nach Südamerika, das in diesen Ländern wesentlich länger überdauerte als die eigentliche Hauptaktivität dieser Vereine. Der Montevideo Cricket Club (MVCC) beansprucht für sich, 1865 erstmals ein Rugbyspiel in Uruguay veranstaltet zu haben. Das erste dokumentierte Rugbyspiel fand 1880 zwischen uruguayischen und britischen Mitgliedern des MVCC statt. Der MVCC ist nach eigenen Angaben der älteste Rugbyclub außerhalb Europas und hat trotz seines Namens keine Cricket-Abteilung mehr.
Ein Beobachter, der offenbar die Vermischung der Briten mit den „Eingeborenen“ (natives) ablehnte, befand das Spiel von 1880 folgendermaßen:

“… at the same time sublime and ridiculous … [that the] young sons of distinguished families practising the games of the Anglo-Saxon in their youth and young Englishmen of blond Albion, face to face … and on all sides [were] people strangely dressed who ran and shouted, pushed, fell, rose and finished by joining to form now a circle, now a pyramid, now a compact mass in which one could only distinguish heads without shoulders, legs without bodies and hands without arms.”

„… gleichzeitig erhaben und lächerlich … [dass die] jungen Söhne angesehener Familien, die in ihrer Jugend die Spiele der Angelsachsen praktizierten, und junge Engländer des blonden Albion, von Angesicht zu Angesicht … und von allen Seiten [waren] seltsam gekleidete Menschen, die rannten und riefen, schoben, fielen, sich erhoben und schließlich zusammenschlossen, um bald einen Kreis, bald eine Pyramide, bald eine kompakte Masse zu bilden, in der man nur Köpfe ohne Schultern, Beine ohne Körper und Hände ohne Arme unterscheiden konnte.“

Es ist zwar nicht bekannt, welche Mannschaften das erste Rugbyspiel in Uruguay austrugen, aber es ist allgemein anerkannt, dass britische Einwanderer den Sport im 19. Jahrhundert mit nach Uruguay brachten und dass seine Verbreitung vor allem von katholischen Schulen der irischstämmigen Christian Brothers ausging. Demzufolge verfügt Uruguay über eine der ältesten Rugbytraditionen außerhalb der Britischen Inseln. Allerdings blieb Rugby lange Zeit ein Sport der gesellschaftlichen Eliten, während die Unterschicht sich dem Fußball zuwandte.

### Erste Jahre der Nationalmannschaft
Die uruguayischen Rugbyvereine pflegten untereinander einen informellen Spielbetrieb und verzichteten ganz im Sinne des Amateurismus weitgehend auf feste Strukturen. Nach dem Zweiten Weltkrieg änderte sich das vor allem dank der Bemühungen von Carlos E. Cat, der in den 1920er Jahren in der argentinischen Hauptstadt Buenos Aires für den CA San Isidro gespielt hatte. Er half 1950 dabei, die Campeonato Uruguayo de Rugby ins Leben zu rufen. Die Einführung der nationalen Meisterschaft verlief erfolgreich, worauf im Januar 1951 der Verband Unión de Rugby del Uruguay gegründet wurde, dessen erster Präsident Cat bis 1957 war. Das Verbandsemblem zeigte von Anfang an einen Bronzekiebitz, der im Spanischen Tero genannt wird.

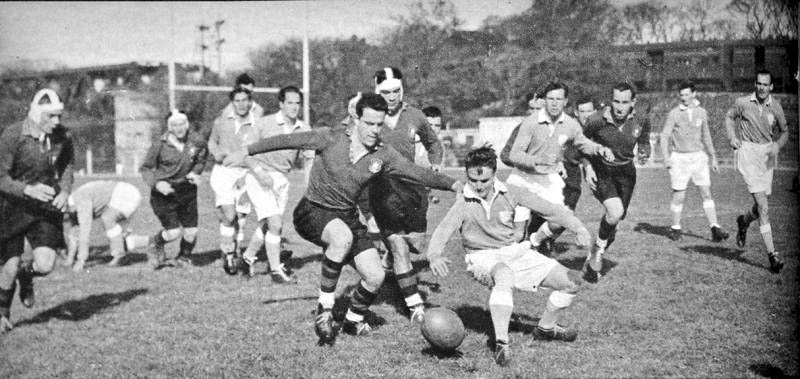
Spiel Uruguay gegen Chile bei der Südamerika-Meisterschaft 1951

Bereits drei Jahre vor der Verbandsgründung einigten sich die führenden Vereine des Landes darauf, eine offizielle Nationalmannschaft zu bilden und dafür Spieler zur Verfügung zu stellen. Uruguays internationales Debüt war am 5. August 1948 ein Freundschaftsspiel gegen Chile. Es fand auf neutralem Boden in Buenos Aires statt und endete mit einer 3:21-Niederlage. Das erste Heimspiel in Montevideo folgte am 11. September 1950 und brachte einen 8:6-Sieg der Gastgeber über Brasilien. Im Februar 1951 hätten die Teros, wie die Mannschaft nach ihrem Emblem genannt wurde, an den ersten Panamerikanischen Spielen in Buenos Aires teilnehmen sollen, doch das Rugbyturnier kam aus organisatorischen Gründen nicht zustande. Es wurde auf September verschoben und nun als ABCU-Turnier bezeichnet (nach den vier Teilnehmerländern). Beim ersten Rugby-Kontinentalwettbewerb Südamerikas überraschten die Uruguayer mit dem zweiten Schlussrang. Sie siegten knapp gegen Chile und Brasilien, mussten jedoch gegen die deutlich erfahreneren Argentinier eine empfindliche 0:62-Niederlage hinnehmen. Sieben Jahre später wurde das Turnier nachträglich als erste Südamerikameisterschaft anerkannt.
In den folgenden Jahren standen lediglich zwei Freundschaftsspiele gegen Brasilien und Chile auf dem Programm. 1958 nahm Uruguay an der ersten von Anfang an offiziellen Südamerikameisterschaft teil. Nach klaren Niederlagen gegen Chile und Argentinien gelang zum Abschluss ein 10:6-Sieg über Peru. 1960 empfing Uruguay erstmals eine der bedeutenden Rugbynationen Europas und unterlag den durch Südamerika tourenden Franzosen mit 0:59, wobei der französische Verband dem Spiel wegen des großen Klassenunterschieds nicht den Test-Match-Status zuerkannte. Bei der Südamerikameisterschaft 1961 gelang Uruguay im ersten umkämpften Spiel gegen Brasilien ein 11:8-Sieg, danach unterlag die Mannschaft jedoch Chile und Argentinien deutlich. Die Südamerikameisterschaft 1964 ergab einen Sieg über Chile sowie Niederlagen gegen Argentinien und – etwas überraschend – Brasilien. An der Südamerikameisterschaft 1967 nahmen nur drei Mannschaften teil, wobei Uruguay sowohl Argentinien als auch Chile unterlag. Genauso verlief die Südamerikameisterschaft 1969.

### Allmähliche Etablierung
Im Rahmen der Südamerikameisterschaft 1971, der ersten mit fünf Teilnehmern, traf Uruguay erstmals auf Paraguay und setzte sich mit 56:3 durch. Es folgten ein Sieg über Brasilien sowie Niederlagen gegen Chile und Argentinien, wobei die drittplatzierten Teros erstmals überhaupt eine positive Punktedifferenz aufwiesen. Die bis dahin beste Leistung beim kontinentalen Wettbewerb zeigte Uruguay mit dem zweiten Schlussrang bei der Südamerikameisterschaft 1973, als es Brasilien, Chile und Paraguay bezwang; erneut stellte Argentinien eine unüberwindliche Hürde dar. Die Südamerikameisterschaft 1975 schlossen die Teros mit je zwei Siegen und Niederlagen ab. Zum Auftakt ihrer Südamerika-Tour 1976 waren die All Blacks aus Neuseeland im Estadio Centenario in Montevideo zu Gast. Das Spiel, das keinen Test-Match-Status hatte, ging mit 3:64 verloren. Siege über Brasilien, Chile und Paraguay gelangen den Teros bei der Südamerikameisterschaft 1977, was den zweiten Schlussrang ergab; gegen Argentinien blieben sie erneut chancenlos und verloren überaus deutlich mit 0:70. Im ersten Spiel der Südamerikameisterschaft 1979 gelang ihnen gegen Argentinien beinahe eine Sensation, als sie sich lediglich mit 16:19 geschlagen geben mussten.
Wie in den übrigen Rugbynationen waren die uruguayischen Beziehungen zum Apartheid-Regime Südafrikas zwiespältig. Um das Verbot sämtlicher Spiele gegen südafrikanische Teams zu umgehen, bildete sich 1980 unter argentinischer Führung eine „Schattenmannschaft“ namens Sudamérica XV (auch Jaguares Sudamericanos genannt). Ihr gehörten Spieler aus fünf südamerikanischen Ländern an, wobei die Argentinier mehr als die Hälfte stellten. Sie wurde von den beteiligten Verbänden zwar nicht offiziell anerkannt, aber stillschweigend geduldet. Im Verlaufe der nächsten vier Jahre trat die Sudamérica XV achtmal gegen die südafrikanische Nationalmannschaft, die Springboks an, konnte aber nur ein Spiel für sich entscheiden (am 3. April 1982 in Bloemfontein).
Argentinien, der ungeschlagene Gewinner aller bisherigen Kontinentalmeisterschaften, verzichtete 1981 auf eine Teilnahme an der Südamerikameisterschaft. Das eröffnete den anderen Teilnehmern die Möglichkeit, erstmals den Meistertitel zu erringen. Uruguay setzte sich in allen drei Partien gegen Paraguay, Brasilien und Chile deutlich durch und feierte den bis dahin größten Erfolg der Verbandsgeschichte. Zwei Jahre später nahm Argentinien wieder teil und Uruguay blieb wieder nur der zweite Platz, dasselbe Endergebnis belegte das Team auch zwei Jahre später. Im Juni 1985 stattete Frankreich zum Abschluss einer Südamerika-Tour den Uruguayern einen Besuch ab und setzte sich mit 34:6 durch; diese Partie zählte nicht als Test Match. Drei Monate zuvor hatte der International Rugby Football Board (IRFB; heute World Rugby), der damals noch sehr exklusiv war und nur acht Mitglieder zählte, die Einführung der Weltmeisterschaft beschlossen. Für die erste Austragung 1987 vergab der IRFB neun Startplätze durch Einladungen, doch Uruguay blieb unberücksichtigt.

### Auf dem Weg zur ersten WM-Teilnahme
Am 2. August 1987 war mit Spanien die erste europäische Mannschaft zu Besuch, die Uruguay den Test-Match-Status zuerkannte; das Spiel endete 16:8 für die Gäste. Bei den Südamerikameisterschaften 1987 und 1989 belegten die Teros erneut den zweiten Platz hinter Argentinien. Im September 1988 konnten sie gegen Belgien den ersten Sieg über ein europäisches Team feiern (39:13). Einen Monat später gehörte der uruguayische Verband zu den Gründungsmitgliedern des Kontinentalverbandes CONSUR (heute Sudamérica Rugby), der 1989 in den IRFB aufgenommen wurde. Im November 1989 fand die erste Begegnung mit den Vereinigten Staaten statt, wobei die Teros deutlich mit 6:60 unterlagen. Die Südamerikameisterschaft 1991 beendeten sie erneut als Zweitplatzierte. Die Austragung 1993 diente gleichzeitig als erste Qualifikationsrunde für die Weltmeisterschaft 1995. Da die Uruguayer wieder Zweitplatzierter wurden, verpassten sie die nächste Runde. Die Entscheidung fiel denkbar knapp aus: Die Teros führten zwischenzeitlich mit 10:6, bis einer ihrer Spieler des Feldes verwiesen wurde; im weiteren Verlauf konnten die Argentinier das Spiel noch drehen und den Uruguayern eine 10:19-Niederlage zufügen.
Von 1995 bis 2003 nahm Uruguay an allen fünf Austragungen der Panamerikameisterschaft teil. Dieser Wettbewerb führte zu vermehrten Begegnungen mit den Vereinigten Staaten und Kanada, wobei die Teros zwar durchaus mithalten konnten, aber dennoch alle Partien verloren. Die Spiele gegen die beiden nordamerikanischen Teams im September 1996 waren die ersten, die sie außerhalb Südamerikas bestritten. 1995, 1997 und 1998 blieb Uruguay erneut nur der zweite Platz bei den jeweiligen Südamerikameisterschaften. Im März 1998 nahm das Team die WM-Qualifikation in Angriff. In der ersten Runde traf es auf Chile und Paraguay und gewann beide Spiele. Die zweite Qualifikationsrunde entsprach der Panamerikameisterschaft 1998. Als letztplatziertem Teilnehmer blieb Uruguay noch die Möglichkeit, sich im Frühjahr 1999 über zwei interkontinentale K.-o.-Runden zu qualifizieren. Die Teros gewannen zunächst zweimal gegen Portugal, wobei das Rückspiel in Lissabon ihre erste Partie in Europa war. Die letzte Hürde war Marokko. Während die Teros das Hinspiel in Montevideo mit 18:3 für sich entschieden, verloren sie auswärts in Casablanca mit 18:21. Mit dem Gesamtergebnis von 36:24 sicherten sie sich erstmals die Teilnahme an einer WM-Endrunde.
Die Weltmeisterschaft 1999 fand im Oktober und November in den Ländern der damaligen Five Nations statt. Uruguay war in die Gruppe 1 gelost worden und trug alle drei Vorrundenspiele in Schottland aus. In Galashiels gelang den Teros im ersten Spiel sogleich ein 27:15-Sieg über Spanien, wozu der 40-jährige Mannschaftskapitän Diego Ormaechea, bis heute der älteste Teilnehmer der WM-Geschichte, einen Versuch beisteuerte. In Edinburgh unterlagen sie den Schotten mit 12:43, in Glasgow dem amtierenden Weltmeister Südafrika mit 3:39. Somit schieden sie als Drittplatzierte ihrer Gruppe aus.

### Im neuen Jahrtausend
Im September 2000 entschied Uruguay das erste Freundschaftsspiel gegen Namibia für sich. Ab 2000 wurden die Südamerikameisterschaften jährlich ausgetragen, doch an den Kräfteverhältnissen auf dem Kontinent änderte sich vorerst nichts. Bis 2010 belegte Uruguay elfmal in Folge jeweils den zweiten Platz hinter Argentinien. 2001 unterlagen die Teros bei der Panamerikameisterschaft den Argentiniern mit lediglich fünf Punkten Unterschied, hinzu kamen Niederlagen in Freundschaftsspielen zuhause gegen Italien und Spanien. Von Juli bis September 2002 bestritt Uruguay eine sechs Partien umfassende WM-Qualifikation. Diese begann zunächst denkbar schlecht mit drei Auswärtsniederlagen gegen Chile, Kanada und die Vereinigten Staaten. Doch dann gelang den Teros eine markante Leistungssteigerung mit Siegen in allen drei Heimspielen, wobei sie erstmals überhaupt die Kanadier und US-Amerikaner bezwingen konnten. Uruguay qualifizierte sich dadurch für die Weltmeisterschaft 2003 in Australien. In der Vorrundengruppe C gab es neben drei hohen Niederlagen gegen Südafrika (6:72), Samoa (13:60) und dem späteren Weltmeister England (13:111) einen 24:12-Erfolg gegen Georgien.
2004 und 2005 beteiligte sich Uruguay an beiden Austragungen des kurzlebigen Intercontinental Cup, mit Spielen gegen Portugal und Georgien. Ebenfalls 2005 erreichte die Mannschaft mit dem 14. Platz die beste Rangierung ihrer Geschichte in der Weltrangliste. Die nächste WM-Qualifikation begann im Juli 2006 in der kontinentalen Runde 3a. Nach einer 0:26-Auswwärtsniederlage gegen Argentinien im ersten Spiel bezwangen die Teros Chile zuhause mit 43:15 und zogen in die Runde 4 ein. Diese umfasste zwei Play-off-Spiele gegen die Vereinigten Staaten, die beide mit Niederlagen endeten. Die letzte Möglichkeit zur Qualifikation bot sich den Teros im internationalen Play-off. Sie verloren das Auswärtsspiel in Lissabon (5:12) und gewannen das Heimspiel in Montevideo (18:12), wodurch sie mit dem denkbar knappen Gesamtpunktestand von 23:24 ausschieden und somit die Weltmeisterschaft 2007 in Frankreich verpassten.

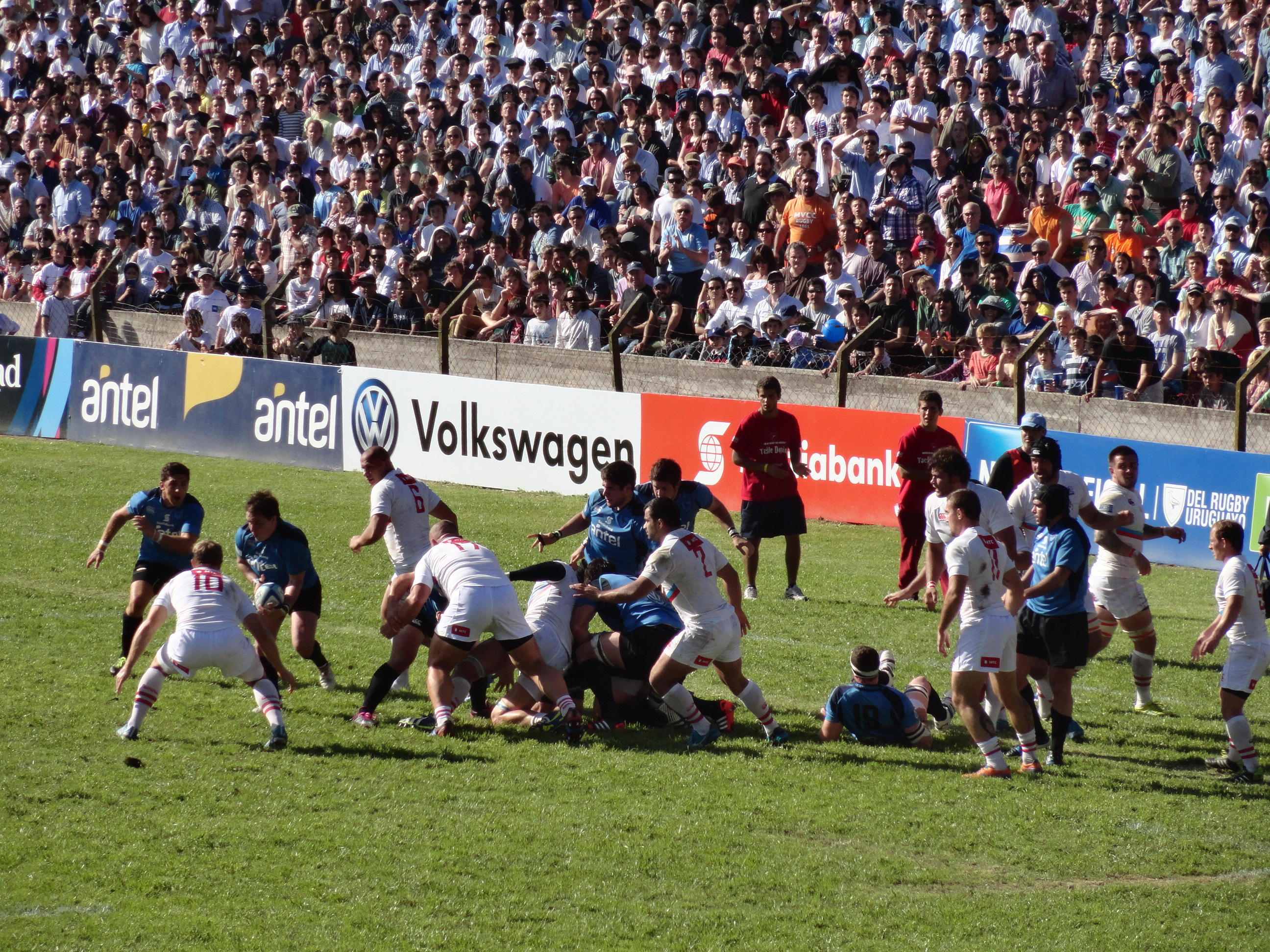
WM-Qualifikationsspiel gegen Russland (2014)

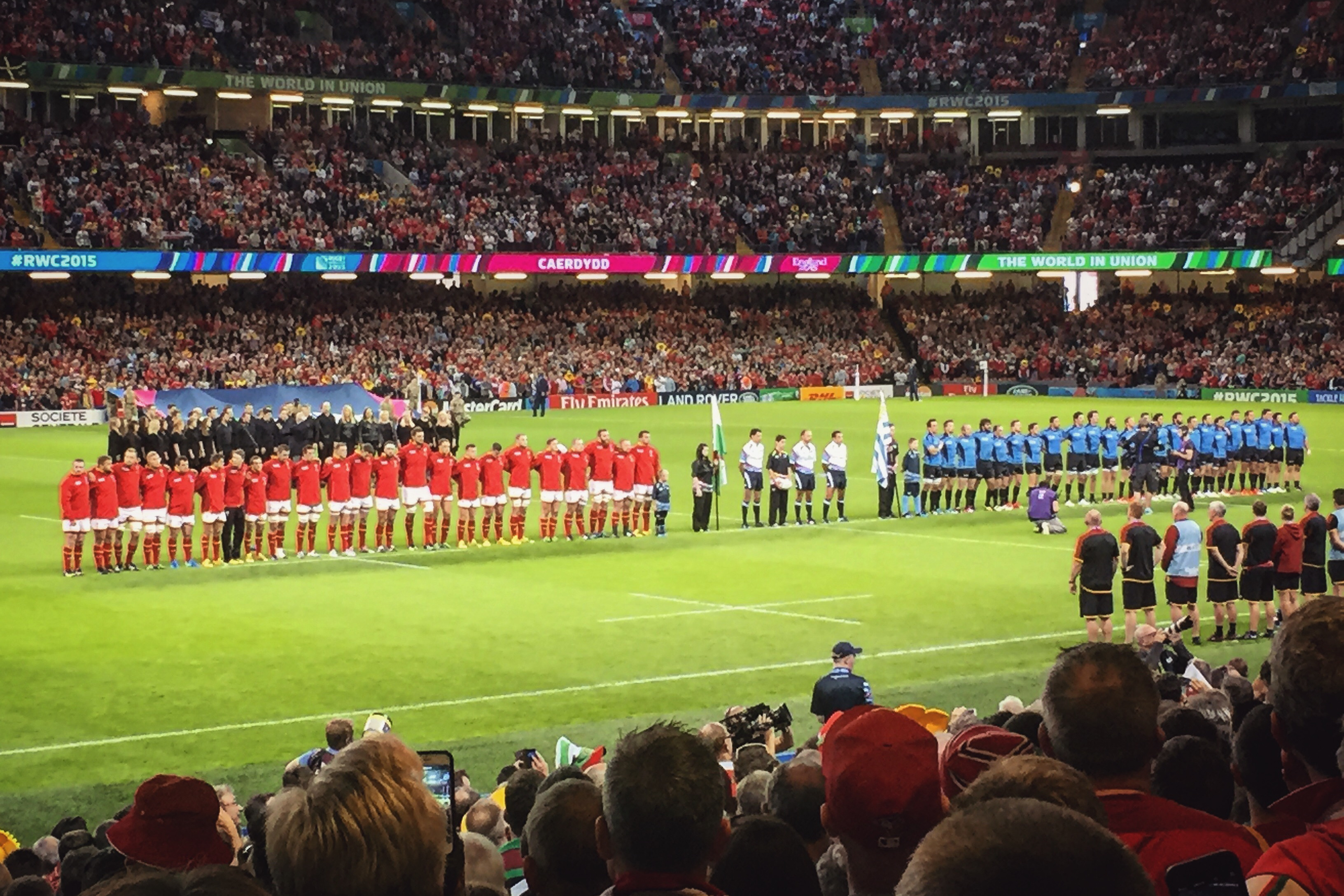
Uruguay gegen Wales bei der WM 2015

Uruguay nahm im Juni 2008 das erste Mal an Nations Cup teil. Unter sechs Teilnehmern belegte man den fünften Platz, wobei der einzige Sieg gegen Russland gelang. Ein Jahr später resultierte der letzte Platz. Die Qualifikation für die Weltmeisterschaft 2011 begann im April/Mai 2009 mit zwei Spielen in Runde 3a gegen Brasilien und Chile, die Uruguay jeweils sehr deutlich für sich entschied. Als Nächstes stand erneut ein Play-off gegen die Vereinigten Staaten auf dem Programm und wie schon vier Jahre zuvor mussten die Teros zwei Niederlagen hinnehmen (22:27 zuhause und 6:27 auswärts). Schließlich folge das zweistufige interkontinentale Play-off, bei dem Uruguay sich zunächst mit 44:7 gegen Kasachstan durchsetzen konnte. Die Entscheidung um den letzten WM-Startplatz fiel schließlich im November 2010 in zwei Spielen gegen Rumänien: Während zuhause nur ein 21:21-Unentschieden gelang, ging das Rückspiel in Bukarest mit 12:39 verloren und Uruguay verpasste mit dem Gesamtergebnis von 33:60 die Endrunde in Neuseeland.
Nach dreijähriger Absenz beteiligte sich Uruguay 2012 wieder am Nations Cup und belegte den vierten Platz. In der im April 2013 mit der Südamerikameisterschaft beginnenden WM-Qualifikation für die Weltmeisterschaft 2015 ließen die Uruguayer in Runde 3a ein weiteres Mal Brasilien und Chile hinter sich. Im März 2014 trafen sie in Runde 4 erneut auf die Vereinigten Staaten. Auf ein 27:27-Unentschieden zuhause folgte eine 13:32-Auswärtsniederlage, sodass Uruguay die direkte Qualifikation verpasste und wie vier Jahre zuvor einen Umweg über die interkontinentalen Play-offs machen musste. Vor heimischem Publikum wurde zunächst Hongkong mit 28:7 bezwungen. Die Entscheidung um den letzten noch zu vergebenden Startplatz fiel im September und Oktober 2014 gegen Russland: Auf die knappe 21:22-Auswärtsniederlage in Krasnojarsk folgte ein 36:27-Heimsieg, sodass sich Uruguay mit dem Gesamtergebnis von 57:49 durchsetzte.
Während und nach der erfolgreichen WM-Qualifikation standen weitere wichtige Spiele auf dem Programm. Ab 2014 nahm Argentinien aufgrund seines Wechsels in das Südhemisphärenturnier The Rugby Championship nicht mehr mit seiner dominanten Nationalmannschaft am jährlichen kontinentalen Turnier teil. Uruguay nutzte die sich daraus ergebende Chance konsequent und sicherte sich mit drei deutlichen Siegen über Brasilien, Chile und Paraguay zum zweiten Mal nach 25 Jahren den Südamerikameistertitel. Bei der Südamerikameisterschaft 2015 hingegen musste man Chile den Vortritt lassen, das sich seinerseits erstmals als südamerikanischer Meister krönen konnte. Die anschließende Weltmeisterschaft 2015 verlief für Uruguay so schlecht wie nie zuvor. Die überforderten Teros verloren alle vier Vorrundenspiele der Gruppe A gegen Wales (9:54), Australien (3:65), Fidschi (15:47) und Gastgeber England (3:60), womit sie als Gruppenletzte ausschieden.

### Aktuelle Entwicklung

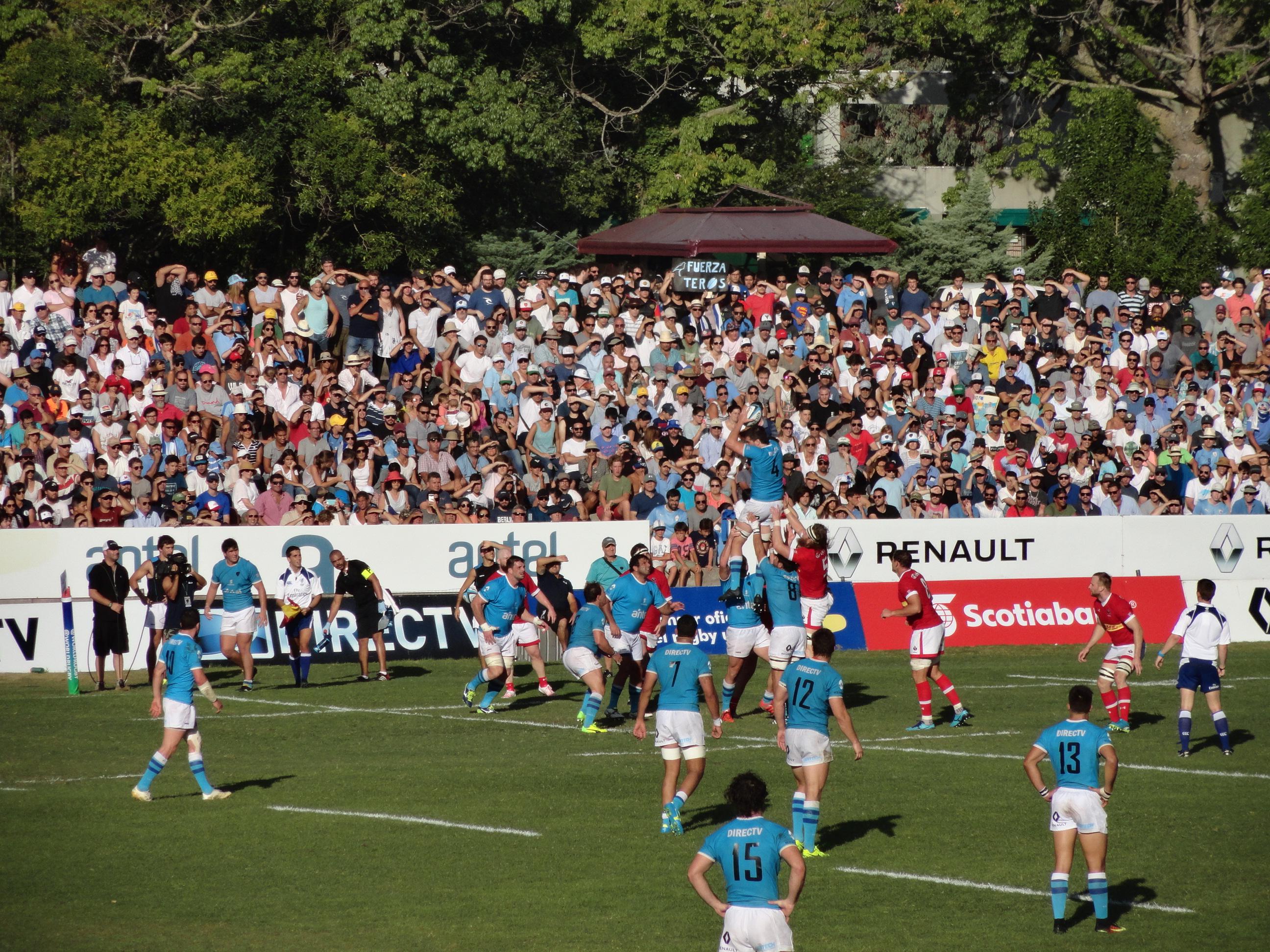
Qualifikationsspiel gegen Kanada (2018)

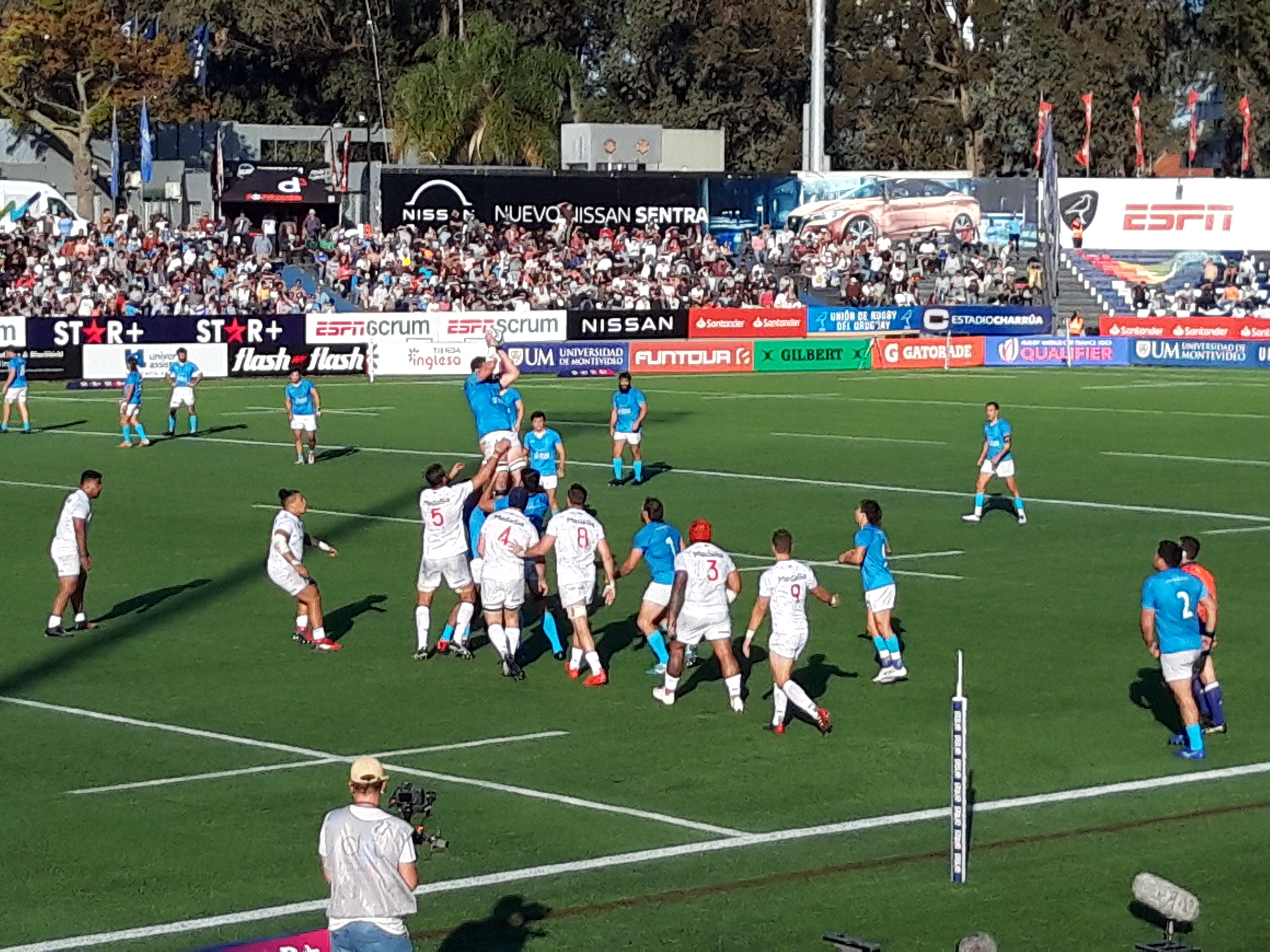
Qualifikationsspiel gegen die USA (2021)

Der 2009 eingeführte Wettbewerb Americas Rugby Championship, an dem zuvor verschiedene Reserve-Nationalmannschaften teilnahmen, erfuhr 2016 eine grundlegende Änderung. Nun traten die fünf besten Nationalteams des amerikanischen Doppelkontinents jährlich in einem Rundenturnier nach dem Vorbild der europäischen Six Nations aufeinander. Nur Argentinien blieb weiterhin mit den Reserven (den Jaguares) vertreten, um den Wettbewerb ausgeglichen zu gestalten. In der ersten Ausgabe im Februar und März 2016 belegte Uruguay mit drei Siegen und zwei Niederlagen den vierten Platz. Einen Monat später holte sich die Mannschaft mit drei klaren Siegen den dritten Südamerikameistertitel. Bei der Americas Rugby Championship 2017 gelangen ihr erneut drei Siege (bei zwei Niederlagen), was für den dritten Schlussrang reichte. Im weiteren Verlauf des Jahres 2017 kamen zwei weitere Turniersiege bei der Südamerikameisterschaft und beim Nations Cup hinzu. Als Sieger der beiden vorherigen Südamerikameisterschaften musste Uruguay erst in Runde 4 der WM-Qualifikation starten und traf im Januar und Februar 2018 in zwei Play-off-Partien auf Kanada. Sie endeten mit zwei Siegen (38:29 auswärts und 32:31 zuhause), womit sich Uruguay zum vierten Mal für die Endrunde qualifizierte.
Dem Beispiel Argentiniens folgend, beteiligt sich Uruguay seit 2018 nur noch mit seinem Reserveteam an der Südamerikameisterschaft. Bei der Ausgabe 2019 der Americas Rugby Championship erreichte die Nationalmannschaft mit vier Siegen erstmals den zweiten Platz, die einzige Niederlage resultierte gegen die argentinischen Reserven. Zum Auftakt der in Japan stattfindenden Weltmeisterschaft 2019 gelang den Teros ein überraschender 30:27-Sieg über Fidschi. Es war dies der erste Erfolg gegen diese Mannschaft überhaupt und auch der erste Sieg Uruguays bei einer Weltmeisterschaft nach 16 Jahren. Darauf folgten jedoch Niederlagen gegen Georgien (7:33), Australien (10:45) und Wales (13:35), womit die Teros erneut als Gruppenletzte ausschieden. Ein Nachtclub in Kumamoto verklagte noch während des Turniers mehrere Nationalspieler wegen mutmaßlicher Sachbeschädigung.
Seit dem Ausbruch der COVID-19-Pandemie fanden bisher weder eine Südamerikameisterschaft noch eine Austragung der Americas Rugby Championship statt. 2020 konnten nur zwei Heimspiele gegen Spanien ausgetragen werden. Bei der im Juli 2021 begonnenen Qualifikation siegte Uruguay in Runde 2a sowohl gegen Chile (15:10) als auch gegen Brasilien (36:13). Anschließend traf die Mannschaft im Oktober in zwei Play-off-Spielen auf die Vereinigten Staaten. Auf eine knappe 16:19-Auswärtsniederlage folgte ein 34:15-Heimsieg; mit dem Gesamtergebnis von 50:34 sicherte sich Uruguay vorzeitig die Teilnahme an der Weltmeisterschaft 2023. Dort unterlag das Team dem Gastgeber Frankreich (12:27), Italien (17:38) und Neuseeland (0:73), während gegen Namibia der vierte WM-Sieg der Verbandsgeschichte gelang.

## Trikot, Logo und Spitzname

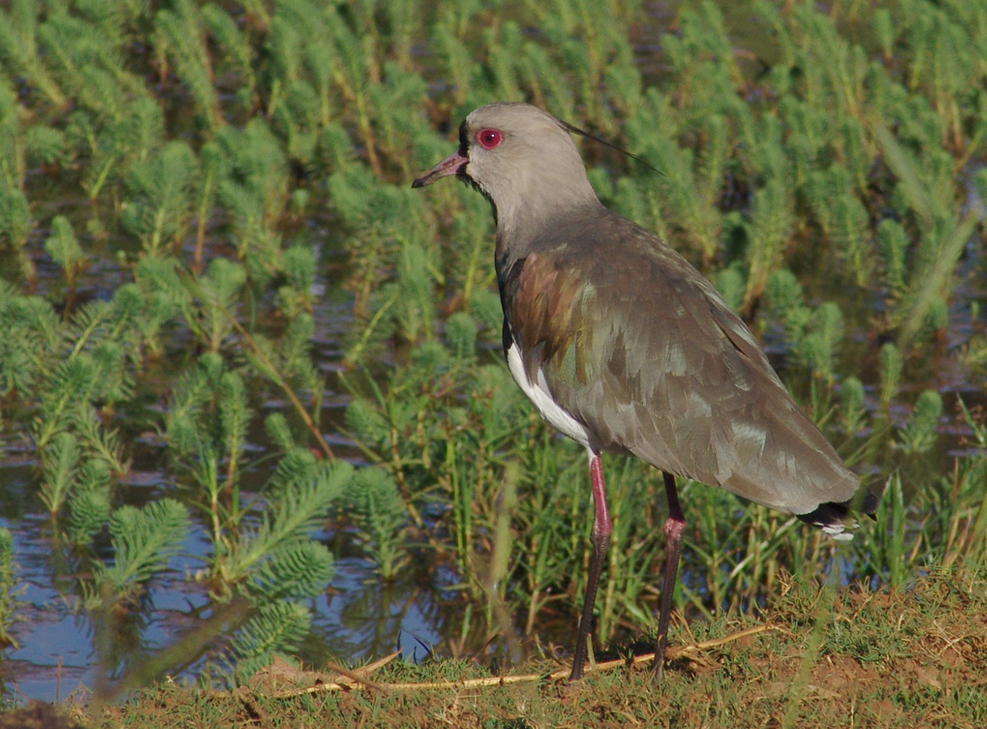
Der Bronzekiebitz, Emblem der uruguayischen Nationalmannschaft

Die Nationalmannschaft Uruguays spielt traditionell in himmelblauen Trikots mit weißen Farbakzenten, weißen Hosen und blauen Socken. Das Auswärtstrikot ist weiß mit blauen Farbakzenten, blauen Hosen und blauen Socken.
Aktueller Trikotausrüster der uruguayischen Nationalmannschaft ist der uruguayische Sportartikelhersteller Flash und Trikotsponsor ist die spanische Banco Santander. Auf den Trikots erscheint das Verbandslogo auf der rechten Seite, das Ausrüsterlogo links und das Sponsorenlogo in der Mitte.
Das Logo des Verbandes Unión de Rugby del Uruguay, das auch auf dem Trikot zu sehen ist, zeigt einen himmelblauen Bronzekiebitz auf schwarzem Grund. Der Spitzname der Nationalmannschaft lautet Los Teros, abgeleitet vom spanischen Namen dieses in Südamerika weit verbreiteten Vogels aus der Familie der Regenpfeifer.

## Stadion

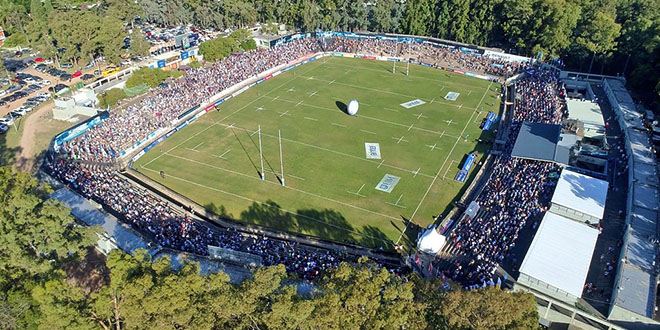
Das Estadio Charrúa in Montevideo, Heimstadion der Nationalmannschaft

Das Heimstadion der uruguayischen Nationalmannschaft ist das Estadio Charrúa in der Hauptstadt Montevideo mit einer Kapazität von 14.000 Zuschauern. Es ist Eigentum des Departamento Montevideo, der es dem Rugbyverband und dem Fußballverband mittels Konzessionsvertrag zur Benutzung zur Verfügung stellt. Hier werden fast alle Heimspiele der Nationalmannschaft, des Peñarol-Franchise, die meisten Spiele der Meisterschaft sowie andere Rugbyveranstaltungen durchgeführt; außerdem hat der Rugbyverband hier seinen Sitz. Zweiter Hauptnutzer ist der Fußballverein Montevideo City Torque und auch die Uruguayische Fußballnationalmannschaft der Frauen trägt hier ihre Heimspiele aus.
Frühere Spielstätten waren die Vereinsanlagen des Montevideo Cricket Club und des Carrasco Polo Club, der Parque Central, das Estadio Luis Franzini und das Estadio Saroldi – alle in Montevideo. Bisher bestritt die Nationalmannschaft erst drei Heimspiele außerhalb der Hauptstadt, 2017 zweimal in Maldonado und 2014 einmal in Paysandú.

## Test Matches

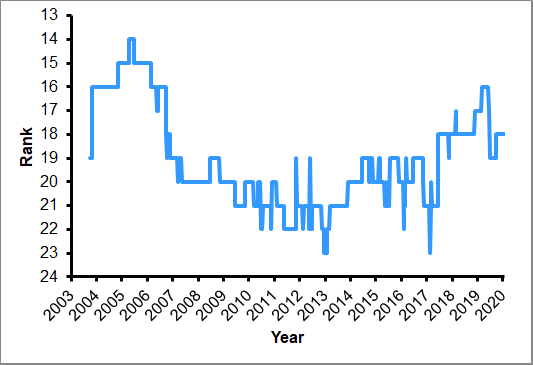
Uruguay Position in der World-Rugby-Weltrangliste seit dem 10. Oktober 2003

Uruguay hat 142 seiner bisher 278 Test Matches gewonnen, was einer Gewinnquote von 51,08 % entspricht. Die Statistik der Test Matches von Uruguay gegen alle Nationen, alphabetisch geordnet, ist wie folgt (Stand: 14. August 2025): Uruguay hat bisher alle seine Test Matches gegen Argentinien verloren, während die Gewinnbilanz gegen Brasilien, Chile und Paraguay positiv ist.
| Land               | Spiele | Gewonnen | Unent- schieden | Verloren | % Siege |
| ------------------ | ------ | -------- | --------------- | -------- | ------- |
| Argentinien        | 34     | 0        | 0               | 34       | 0,00    |
| Australien         | 2      | 0        | 0               | 2        | 0,00    |
| Belgien            | 1      | 1        | 0               | 0        | 100,00  |
| Brasilien          | 30     | 27       | 0               | 3        | 90,00   |
| Chile              | 56     | 42       | 1               | 13       | 75,00   |
| Deutschland        | 1      | 0        | 0               | 1        | 0,00    |
| England            | 2      | 0        | 0               | 2        | 0,00    |
| Fidschi            | 4      | 1        | 0               | 3        | 25,00   |
| Frankreich         | 1      | 0        | 0               | 1        | 0,00    |
| Georgien           | 7      | 2        | 0               | 5        | 28,57   |
| Hongkong           | 1      | 0        | 0               | 1        | 100,00  |
| Italien            | 5      | 0        | 0               | 5        | 0,00    |
| Japan              | 6      | 1        | 0               | 5        | 16,67   |
| Kanada             | 12     | 5        | 0               | 7        | 41,67   |
| Kasachstan         | 1      | 1        | 0               | 0        | 100,00  |
| Marokko            | 2      | 1        | 0               | 1        | 50,00   |
| Namibia            | 6      | 5        | 0               | 1        | 83,33   |
| Neuseeland         | 1      | 0        | 0               | 1        | 0,00    |
| Paraguay           | 27     | 26       | 1               | 0        | 96,30   |
| Peru               | 1      | 1        | 0               | 0        | 100,00  |
| Portugal           | 9      | 6        | 0               | 3        | 66,67   |
| Rumänien           | 15     | 5        | 1               | 9        | 33,33   |
| Russland           | 9      | 5        | 0               | 4        | 55,55   |
| Samoa              | 1      | 0        | 0               | 1        | 0,00    |
| Schottland         | 2      | 0        | 0               | 2        | 0,00    |
| Spanien            | 15     | 7        | 0               | 8        | 46,67   |
| Südafrika          | 3      | 0        | 0               | 3        | 0,00    |
| Tonga              | 1      | 0        | 0               | 1        | 0,00    |
| Venezuela          | 1      | 1        | 0               | 0        | 100,00  |
| Vereinigte Staaten | 20     | 4        | 1               | 15       | 20,00   |
| Wales              | 2      | 0        | 0               | 2        | 0,00    |
| Gesamt             | 278    | 142      | 4               | 132      | 51,08   |

## Erfolge

### Weltmeisterschaften
Uruguay hat sich bisher für fünf Weltmeisterschaften qualifiziert. Das beste Resultat bisher waren jeweils ein Sieg bei den Turnieren 1999, 2003, 2019 und 2023.
| Jahr | Resultat                                  | Spiele                                    | Siege                                     | Unent.                                    | Ndlg.                                     | +/-                                       | Punkte                                    |
| ---- | ----------------------------------------- | ----------------------------------------- | ----------------------------------------- | ----------------------------------------- | ----------------------------------------- | ----------------------------------------- | ----------------------------------------- |
| 1987 | nicht eingeladen                          | nicht eingeladen                          | nicht eingeladen                          | nicht eingeladen                          | nicht eingeladen                          | nicht eingeladen                          | nicht eingeladen                          |
| 1991 | nicht teilgenommen                        | nicht teilgenommen                        | nicht teilgenommen                        | nicht teilgenommen                        | nicht teilgenommen                        | nicht teilgenommen                        | nicht teilgenommen                        |
| 1995 | nicht qualifiziert (Amerikaqualifikation) | nicht qualifiziert (Amerikaqualifikation) | nicht qualifiziert (Amerikaqualifikation) | nicht qualifiziert (Amerikaqualifikation) | nicht qualifiziert (Amerikaqualifikation) | nicht qualifiziert (Amerikaqualifikation) | nicht qualifiziert (Amerikaqualifikation) |
| 1999 | Vorrunde                                  | 3                                         | 1                                         | 0                                         | 2                                         | 42:97                                     | 2                                         |
| 2003 | Vorrunde                                  | 4                                         | 1                                         | 0                                         | 3                                         | 56:255                                    | 4                                         |
| 2007 | nicht qualifiziert (Barrage-Runde)        | nicht qualifiziert (Barrage-Runde)        | nicht qualifiziert (Barrage-Runde)        | nicht qualifiziert (Barrage-Runde)        | nicht qualifiziert (Barrage-Runde)        | nicht qualifiziert (Barrage-Runde)        | nicht qualifiziert (Barrage-Runde)        |
| 2011 | nicht qualifiziert (Barrage-Runde)        | nicht qualifiziert (Barrage-Runde)        | nicht qualifiziert (Barrage-Runde)        | nicht qualifiziert (Barrage-Runde)        | nicht qualifiziert (Barrage-Runde)        | nicht qualifiziert (Barrage-Runde)        | nicht qualifiziert (Barrage-Runde)        |
| 2015 | Vorrunde                                  | 4                                         | 0                                         | 0                                         | 4                                         | 30:226                                    | 0                                         |
| 2019 | Vorrunde                                  | 4                                         | 1                                         | 0                                         | 3                                         | 60:140                                    | 4                                         |
| 2023 | Vorrunde                                  | 4                                         | 1                                         | 0                                         | 3                                         | 65:164                                    | 5                                         |
| 2027 | noch ausstehend                           | noch ausstehend                           | noch ausstehend                           | noch ausstehend                           | noch ausstehend                           | noch ausstehend                           | noch ausstehend                           |
| 2031 | noch ausstehend                           | noch ausstehend                           | noch ausstehend                           | noch ausstehend                           | noch ausstehend                           | noch ausstehend                           | noch ausstehend                           |

### Südamerikameisterschaft
Seit der ersten Ausgabe 1951 nahm Uruguay bis und mit 2017 an sämtlichen Austragungen der Südamerikameisterschaft teil. Dabei konnte die Mannschaft viermal den Titel erringen, während sie 27 Mal den zweiten Platz belegte. Seit 2018 beschränkt sich Uruguay in diesem Wettbewerb auf Einsätze der Reservemannschaft.
- Turniersiege (4): 1981, 2014, 2016, 2017

### Panamerikameisterschaft
Uruguay nahm von 1995 bis 2003 an allen fünf Austragungen der Panamerikameisterschaft teil und belegte jeweils den letzten Platz.

### Americas Rugby Championship
Uruguay nimmt bei der seit 2009 durchgeführten Americas Rugby Championship (informell als „amerikanische Six Nations“ bekannt) teil und trifft dort auf die zweite Mannschaft Argentiniens, Brasilien, Chile, Kanada und die USA. Das bisher beste Ergebnis war der zweite Platz im Jahr 2019.

### Nations Cup
Seit 2008 nahm Uruguay bisher an acht Austragungen des Nations Cup teil, einem Turnier, bei dem Nationalmannschaften der zweiten Stärkeklasse und Reserve-Nationalmannschaften der ersten Stärkeklasse aufeinandertreffen. Nach mäßigen Ergebnissen bei den ersten Teilnahmen entschied Uruguay das Turnier von 2017 bis 2019 dreimal in Folge für sich.
- Turniersiege (3): 2017, 2018, 2019

### Weitere Test Matches
Im Gegensatz zu anderen traditionellen Rugbynationen begab sich die Nationalmannschaft Uruguays während der Amateurära nie auf Touren nach Übersee und beschränkte sich bis Mitte der 1990er Jahre auf Begegnungen in Südamerika. Hingegen war man mehrmals Gastgeber von durch Südamerika tourenden Nationalteams. Heute stehen für Test Matches gegen Teams anderer Kontinente jedes Jahr zwei Zeitfenster zur Verfügung. Bei den Mid-year Internationals im Juni kommen Nationalteams nach Uruguay, bei den End-of-year Internationals im November reisen die Uruguayer nach Übersee (meist Europa). Im Gegensatz zu den vielen anderen Rugbynationen spielt Uruguay jedoch um keine besonderen Trophäen gegen seine Gegner.

## Spieler

### Aktueller Kader
Die folgenden Spieler bilden den Kader während der südamerikanischen Weltmeisterschaft 2027-Qualifikation:
| Spieler                    | Position         | Verein         | Länderspiele |
| -------------------------- | ---------------- | -------------- | ------------ |
| Santiago Álvarez           | Gedrängehalb     | Peñarol        | 13           |
| Juan Manuel Tafernaberry   | Gedrängehalb     | Uruguay Sevens | 02           |
| Ignacio Álvarez            | Verbinder        | Lobos          | 08           |
| Ícaro Amarillo             | Verbinder        | Peñarol        | 04           |
| Felipe Etcheverry          | Verbinder        | Peñarol        | 28           |
| Felipe Arcos Pérez         | Innendreiviertel | Peñarol        | 15           |
| Alfonso Perillo Albarracín | Innendreiviertel | Peñarol        | 0            |
| Joaquín Suárez             | Innendreiviertel | Peñarol        | 06           |
| Andrés Vilaseca            | Innendreiviertel | Peñarol        | 82           |
| Diego Ardao                | Außendreiviertel | Peñarol        | 01           |
| Bautista Basso             | Außendreiviertel | Peñarol        | 12           |
| Ignacio Facciolo           | Außendreiviertel | Peñarol        | 03           |
| Justo Ferrario             | Schlussmann      | Peñarol        | 0            |
| Juan González              | Schlussmann      | Peñarol        | 04           |
| Francisco Landauer         | Schlussmann      | Peñarol        | 0            |

| Spieler                | Position             | Verein              | Länderspiele |
| ---------------------- | -------------------- | ------------------- | ------------ |
| Germán Kessler         | Hakler               | Rouen               | 68           |
| Joaquín Myszka         | Hakler               | Peñarol             | 04           |
| Sebastián Pérez        | Hakler               | Peñarol             | 0            |
| Diego Arbelo           | Pfeiler              | Rouen               | 27           |
| Facundo Gattas         | Pfeiler              | Old Glory           | 43           |
| Ignacio Péculo         | Pfeiler              | Chicago Hounds      | 23           |
| Reinaldo Piussi        | Pfeiler              | Miami Sharks        | 23           |
| Mateo Perillo          | Pfeiler              | Peñarol             | 05           |
| Mateo Sanguinetti      | Pfeiler              | Peñarol             | 91           |
| Francisco Suárez       | Pfeiler              | Peñarol             | 01           |
| Felipe Aliaga          | Zweite-Reihe-Stürmer | Peñarol             | 15           |
| Tomás Etcheverry       | Zweite-Reihe-Stürmer | Old Christians Club | 0            |
| Federico de Los Santos | Zweite-Reihe-Stürmer | Peñarol             | 0            |
| Ignacio Dotti          | Zweite-Reihe-Stürmer | Old Glory           | 67           |
| Manuel Leindekar       | Zweite-Reihe-Stürmer | Oyonnax             | 39           |
| Manuel Ardao           | Flügelstürmer        | Miami Sharks        | 31           |
| Lucas Bianchi          | Flügelstürmer        | Peñarol             | 19           |
| Santiago Civetta       | Flügelstürmer        | Peñarol             | 37           |
| Carlos Deus            | Flügelstürmer        | Peñarol             | 12           |
| Manuel Diana           | Flügelstürmer        | Peñarol             | 48           |
| Manuel Rosmarino       | Flügelstürmer        | Peñarol             | 0            |

### Bekannte Spieler

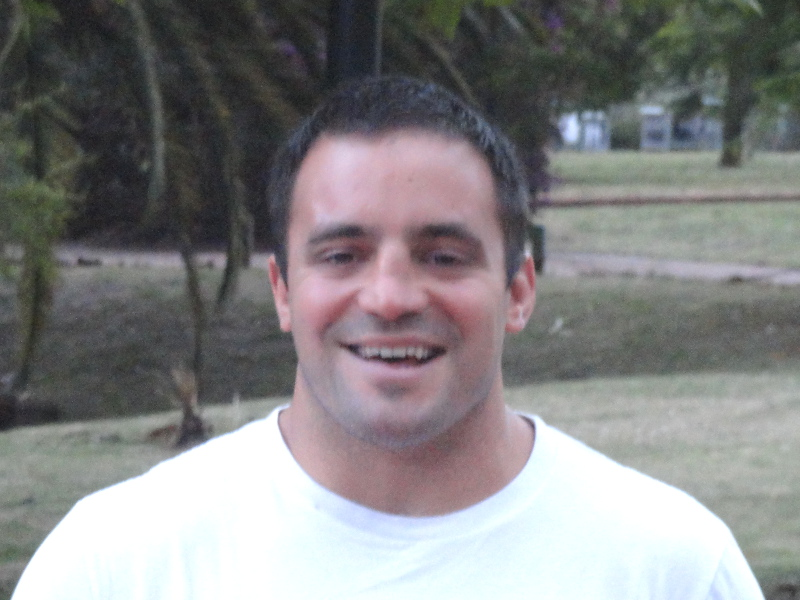
Carlos Arboleya (2015)

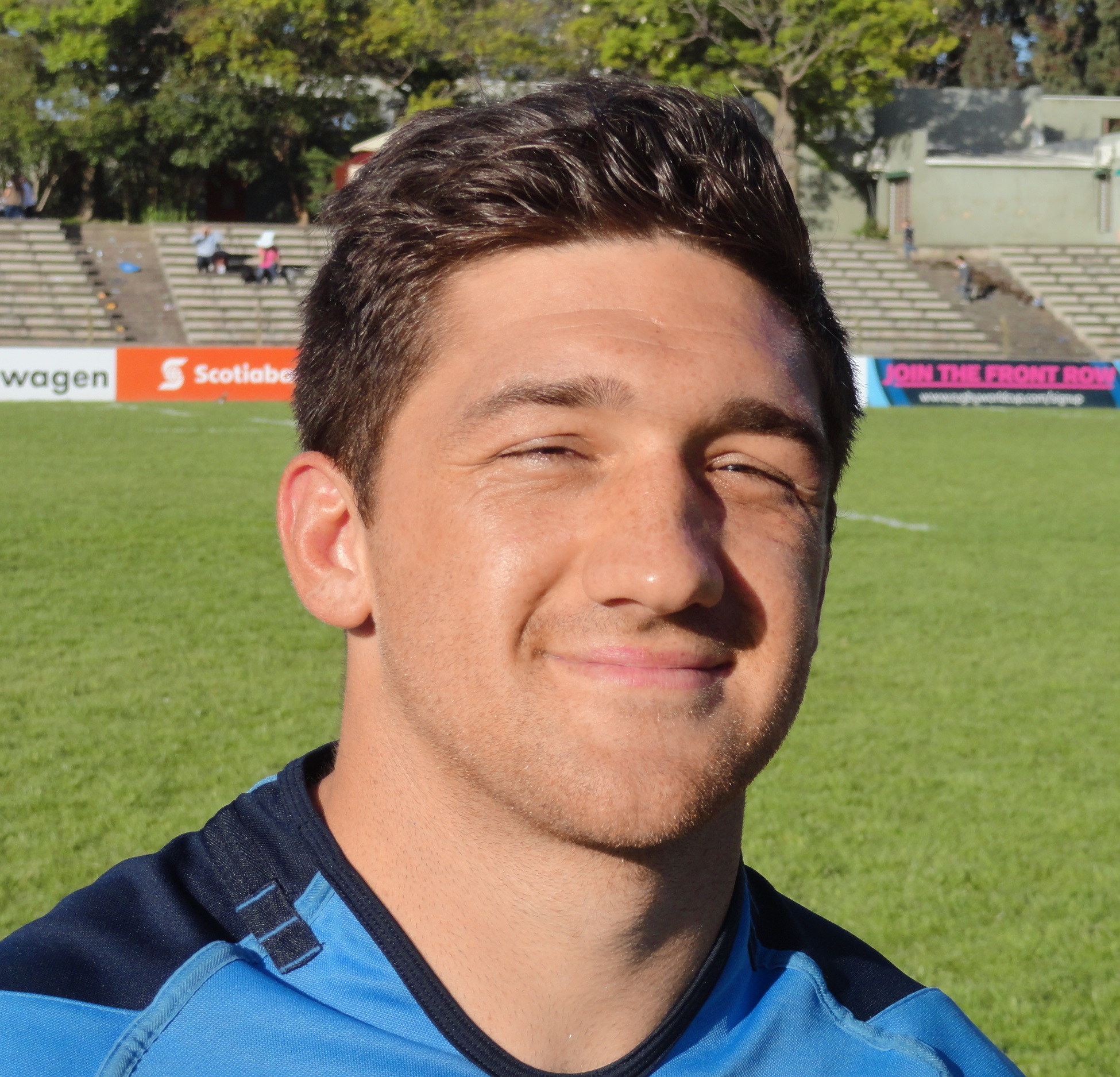
Agustín Ormaechea (2015)

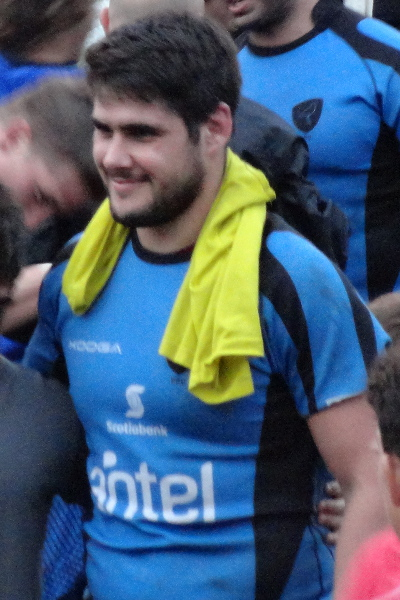
Alejandro Nieto (2016)

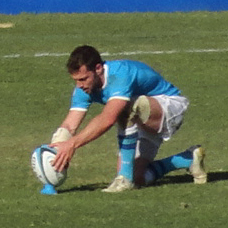
Felipe Berchesi (2018)

Ein ehemaliger uruguayischer Spieler wurde aufgrund seiner herausragenden Leistungen in die World Rugby Hall of Fame aufgenommen:
| Spieler         | Position    | Aufnahme |
| --------------- | ----------- | -------- |
| Diego Ormaechea | Nummer Acht | 2019     |

### Spielerstatistiken
Nachfolgend sind die wichtigsten Statistiken aufgelistet, die Spieler Uruguays betreffen. Die mit * markierten Spieler sind noch aktiv und können sich weiter verbessern.
(Stand: Oktober 2023)
| Rang | Name                           | Zeitraum                       | Spiele                         |
| ---- | ------------------------------ | ------------------------------ | ------------------------------ |
| 01   | Diego Magno *                  | 2008–2023                      | 104                            |
| 02   | Gastón Mieres *                | 2010–2023                      | 083                            |
| 03   | Mateo Sanguinetti *            | 2014–2023                      | 083                            |
| 04   | Andrés Vilaseca *              | 2013–2023                      | 079                            |
| 05   | Rodrigo Silva *                | 2012–2023                      | 078                            |
| 06   | Leandro Leivas                 | 2008–2019                      | 076                            |
| 07   | Mario Sagario                  | 2006–2019                      | 076                            |
| 08   | Juan Manuel Gaminara           | 2010–2019                      | 071                            |
| 09   | Alejandro Nieto                | 2012–2019                      | 071                            |
| 10   | Zwei Spieler mit je 67 Spielen | Zwei Spieler mit je 67 Spielen | Zwei Spieler mit je 67 Spielen |

| Rang | Name                 | Zeitraum  | Spiele |
| ---- | -------------------- | --------- | ------ |
| 01   | Juan Manuel Gaminara | 2016–2019 | 40     |
| 02   | Diego Ormaechea      | 1985–1999 | 36     |
| 03   | Andres Vilaseca *    | 2018–2023 | 23     |
| 04   | Jorge Zerbino        | 1975–1985 | 20     |
| 05   | Diego Aguirre        | 2002–2003 | 16     |
| 06   | Nicolás Klappenbach  | 2005–2015 | 15     |
| 07   | Mario Lame           | 1995–2001 | 14     |
| 08   | Eduardo Cerruti      | 1985–1989 | 10     |
| 09   | Santiago Vilaseca    | 2015      | 10     |
| 10   | Arturo Avalo         | 2012–2014 | 09     |

| Rang | Name                | Zeitraum  | Punkte |
| ---- | ------------------- | --------- | ------ |
| 01   | Felipe Berchesi *   | 2011–2023 | 374    |
| 02   | Federico Sciarra    | 1990–1999 | 272    |
| 03   | Juan Menchaca       | 1998–2007 | 254    |
| 04   | Jerónimo Etcheverry | 2008–2016 | 213    |
| 05   | Mathias Arocena     | 2005–2014 | 204    |
| 06   | Federico Favaro     | 2013–2021 | 200    |
| 07   | Marcelo Nicola      | 1998–1995 | 178    |
| 08   | Agustín Ormaechea * | 2011–2023 | 159    |
| 09   | Jorge Zerbino       | 1973–1985 | 157    |
| 10   | Diego Ormaechea     | 1979–1999 | 151    |

| Rang | Name              | Zeitraum  | Versuche |
| ---- | ----------------- | --------- | -------- |
| 01   | Diego Ormaechea   | 1979–1999 | 33       |
| 02   | Leandro Leivas    | 2008–2019 | 24       |
| 03   | Rodrigo Silva *   | 2012–2023 | 19       |
| 04   | Germán Kessler *  | 2015–2023 | 17       |
| 05   | Gastón Mieres *   | 2010–2023 | 17       |
| 06   | Andrés Vilaseca * | 2013–2023 | 16       |
| 07   | Santiago Arata *  | 2016–2023 | 15       |
| 08   | Federico Sciarra  | 1990–1999 | 14       |
| 09   | Alfonso Cardoso   | 1995–2003 | 13       |
| 10   | Diego Magno *     | 2008–2023 | 12       |

## Trainer

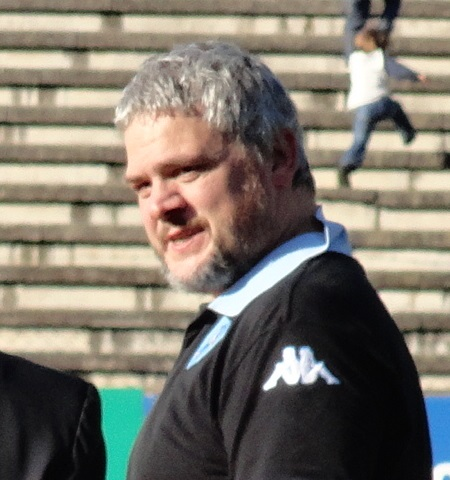
Pablo Lemoine (2015)

Folgende Personen waren Trainer der uruguayischen Nationalmannschaft:
| Name                                 | Jahre     |
| ------------------------------------ | --------- |
| Daniel Herrera                       | 1994–2000 |
| Diego Ormaechea                      | 2001–2003 |
| Sebastián Piñeyrúa                   | 2004–2005 |
| Nicolás Inciarte und Fernando Silva  | 2006–2007 |
| José Brancato und Francisco Berrutti | 2007      |
| Alberico Passadore                   | 2007–2008 |
| García Porcel                        | 2008–2009 |
| Felipe Puig                          | 2009      |
| Gonzalo Camardón                     | 2010      |
| Sebastián Piñeyrúa                   | 2011      |
| Pablo Lemoine                        | 2011–2015 |
| Esteban Meneses                      | 2015–2024 |
| Rodolfo Ambrosio                     | seit 2024 |